# Biotop

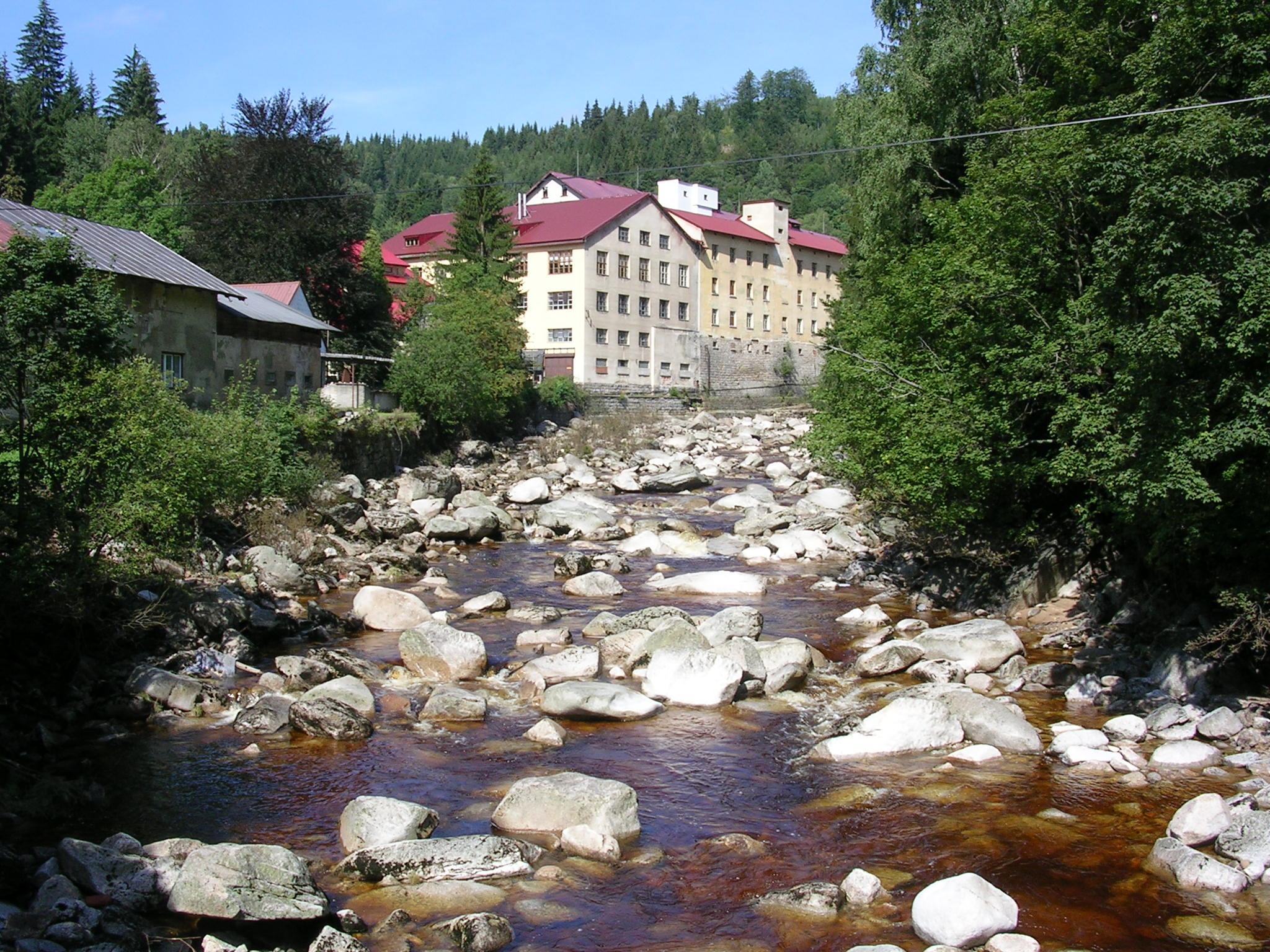
Ukázka biotopu:
horský potok (Jizera)

Biotop, někdy také habitat neboli stanoviště je biotické (živé) i abiotické (neživé) prostředí, ovlivněné a pozměněné živou složkou přírody – biotou. Lze ho chápat jako společné prostředí určitých složek biocenózy, tedy soubor všech vlivů, které vytvářejí životní prostředí všech zde žijících organismů. Pro rostliny se někdy používá i pojem ekotop.

## Obecné informace
Biotop se vždy vztahuje k určitému druhu organismu – např. biotopem mlže velevruba malířského jsou vodní nádrže a pomalu tekoucí vodní toky.
Synonymem pojmu biotop je stanoviště. Podle některých autorů je však pojem stanoviště užší než biotop. Například v biotopu pomalu tekoucí vody je více stanovišť: dno, břeh apod.

## Biotopy jako jednotka klasifikace vegetace
Z pohledu typizace přírody je biotop klasifikační jednotka, která je definována pomocí vegetačních typů (rostlinných společenstev). Na území ČR se vyskytuje 157 přírodních biotopů definovaných publikací Katalog biotopů České republiky, které náležejí do osmi tzv. formačních skupin:
- vodní toky a nádrže
- mokřady a pobřežní vegetace
- prameniště a rašeliniště
- skály, sutě a jeskyně
- alpínské bezlesí
- sekundární trávníky a vřesoviště
- křoviny
- lesy.

Od roku 2001 sleduje stav biotopů v České republice Agentura ochrany přírody a krajiny ČR pomocí projektů mapování biotopů, aktualizace vrstvy mapování biotopů a monitoring biotopů. Výsledkem je celoplošná pravidelně aktualizovaná vrstva mapování biotopů, kterou je možné zobrazit mj. na mapovém serveru AOPK ČR (https://portal.nature.cz/).

## Dělení organismů podle preferovaného biotopu
Podle prostředí, kde organismus žije většinu svého životního cyklu, se rozlišují:
- agrikolní organismus – osídlující pole
- arenikolní organismus – osídlující písečné substráty a žijící na nich nebo v nich (larva mravkolva aj.)
- kavernikolní organismus – žijící v dutinách a jeskyních (netopýr aj.)
- kortikolní organismus – žijící v rozpraskané kůře dřevin (příp. živící se kůrou – klikoroh borový)
- lignikolní organismus – žijící ve dřevě (larvy tesaříků, krasců nebo roháčů); žijící na dřevě (např. houba rostoucí na mrtvém dřevě atp.)
- limikolní organismus – žijící v bahně nebo na něm (některé druhy měkkýšů aj.)
- nidikolní organismus – žijící v hnízdech ptáků nebo savců (některé blechy, roztoči); v zoologii význam: nidikolní mláďata (krmivá)
- petrikolní organismus – žijící trvale na skalách (mechy, lišejníky, některé druhy živočichů)
- ripikolní organismus – žijící v břehu nebo na břehu (některé druhy měkkýšů, břehule říční, ledňáček říční aj.)
- saxikolní organismus – rostoucí či žijící na povrchu horniny; organismus, jehož biotopem jsou skály, suti a podobná stanoviště; tzv. epilit
- sfagnikolní organismus – organismus žijící v rašeliníkových porostech (Sphagnum), v rašeliništích
- silvikolní organismus – žijící v lese
- terikolní organismus – vázaný na půdu, na život v půdě – trvale či dočasně (např. v některém vývojovém stadiu, např. hmyzí nymfa, larva aj.); trvale terikolní druhy živočichů mohou mít méně vyvinuté či nevyvinuté oči. Společenstvo organismů žijících v půdě je edafon.

## Dělení společenstev vodních organismů
- nekton – větší živočichové schopní aktivního pohybu (ryby, obojživelníci, …)
- bentos – organismy dna (larvy hmyzu, rozsivka, nítěnka)
- plankton – drobné organismy vznášející se ve vodě (prvoci, vířník, perloočka)
  1. bakterioplankton – bakterie
  2. fytoplankton – fotosyntetizující mikroorganismy (řasy, sinice, někteří prvoci)
  3. proto(zoo)plankton – prvoci
  4. zooplankton – živočichové
- pleuston – organismy žijící na hladině (rostliny, pavoukovci, hmyz)
- neuston – organismy povrchové vodní blanky – neustonická blanka (až 10 mikrometrů mocná povrchová vrstva vody)
  1. epineuston – organismy vázané na povrchové vodní blance shora (např. Chromulina)
  2. hyponeuston – organismy vázané na povrchové vodní blance zezdola (např. larvy komárů, hladinovky, drobní měkkýši)